# Villiers-le-Roux
Villiers-le-Roux è un comune francese di 120 abitanti situato nel dipartimento della Charente, nella regione della Nuova Aquitania.

## Società

### Evoluzione demografica
Abitanti censiti